# Філіпп Адамс
Філіпп Адамс (фр. Philippe Adams; *19 листопада 1969, Мускрон, Бельгія) — бельгійський автогонщик. Провів у Формулі 1 один сезон за команду «Лотус» (1994), два Гран-прі: Гран-прі Бельгії (зійшов, на старті був 26-м) і Гран-прі Португалії (16-е і останнє місце, 25-я позиція на старті).
До участі у Формулі-1 був 6-м у британській Формулі-3 (1989), 12-м в японській Формулі-3 (1991), 2-м у британській Формулі-3 (1992), чемпіоном британської Формули-2 (1993).
Після Формули-1 виступав до 2000 року в гонках кузовних автомобілів.

## Результати у Формулі-1
| Рік  | Команда    | Шасі      | Двигун                       | Шини     | 1   | 2   | 3   | 4   | 5   | 6   | 7      | 8   | 9   | 10  | 11       | 12  | 13     | 14  | 15  | 16  | Місце | Залікові бали |
| ---- | ---------- | --------- | ---------------------------- | -------- | --- | --- | --- | --- | --- | --- | ------ | --- | --- | --- | -------- | --- | ------ | --- | --- | --- | ----- | ------------- |
| 1994 | Team Lotus | Lotus 109 | Mugen-Honda MF-351HC 3,5 V10 | Goodyear | БРА | ПАС | САН | МОН | ІСП | КАН | ФРА 11 | ВЕЛ | НІМ | УГО | БЕЛ Схід | ІТА | ПОР 16 | ЄВР | ЯПО | АВС | 36    | 0             |